# Kia K8
Kia K8 — повнорозмірний седан виробництва компанії Kia. Прийшовши на зміну K7/Cadenza, він був випущений у квітні 2021 року в Південній Кореї.

## Огляд

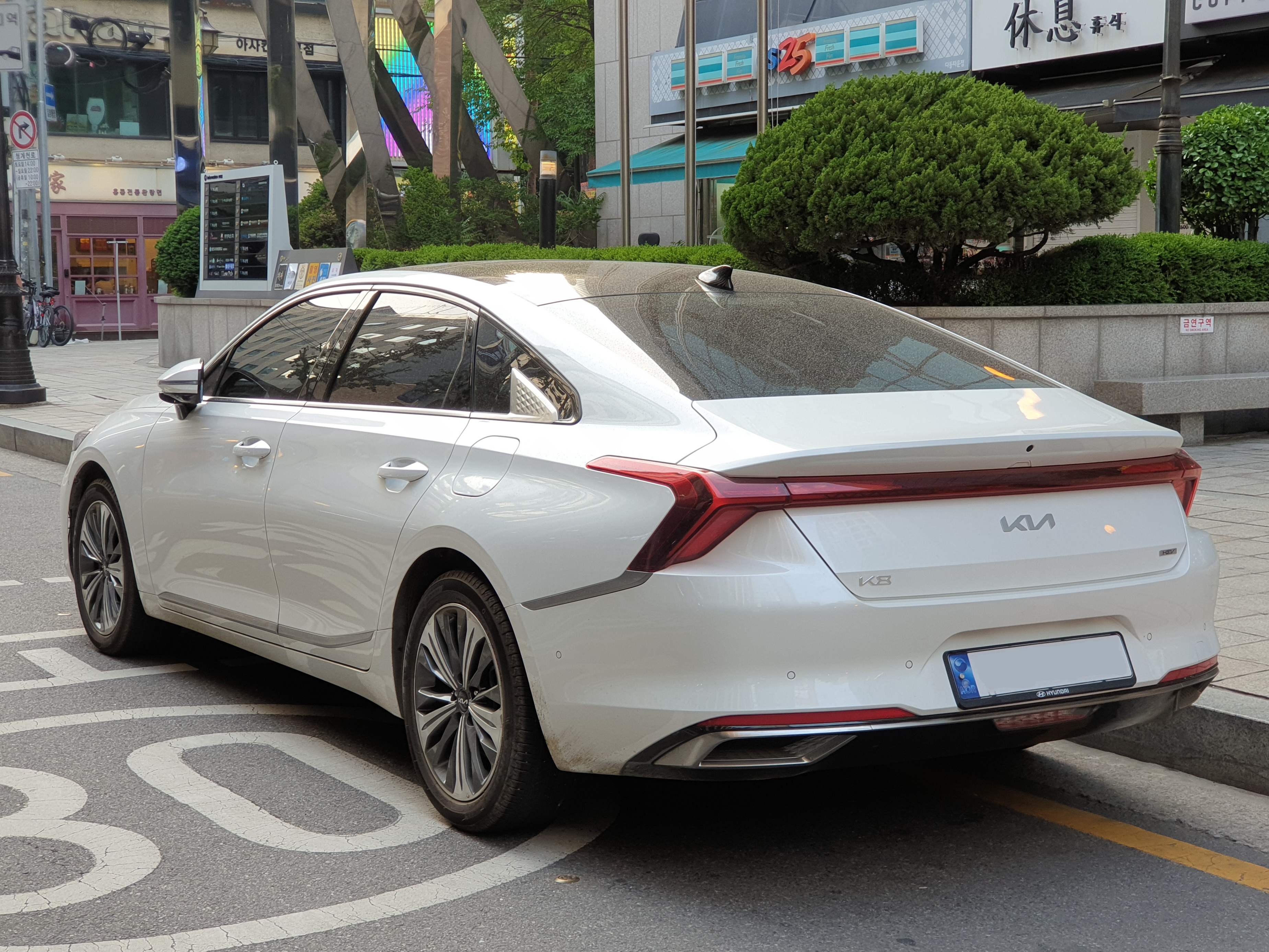

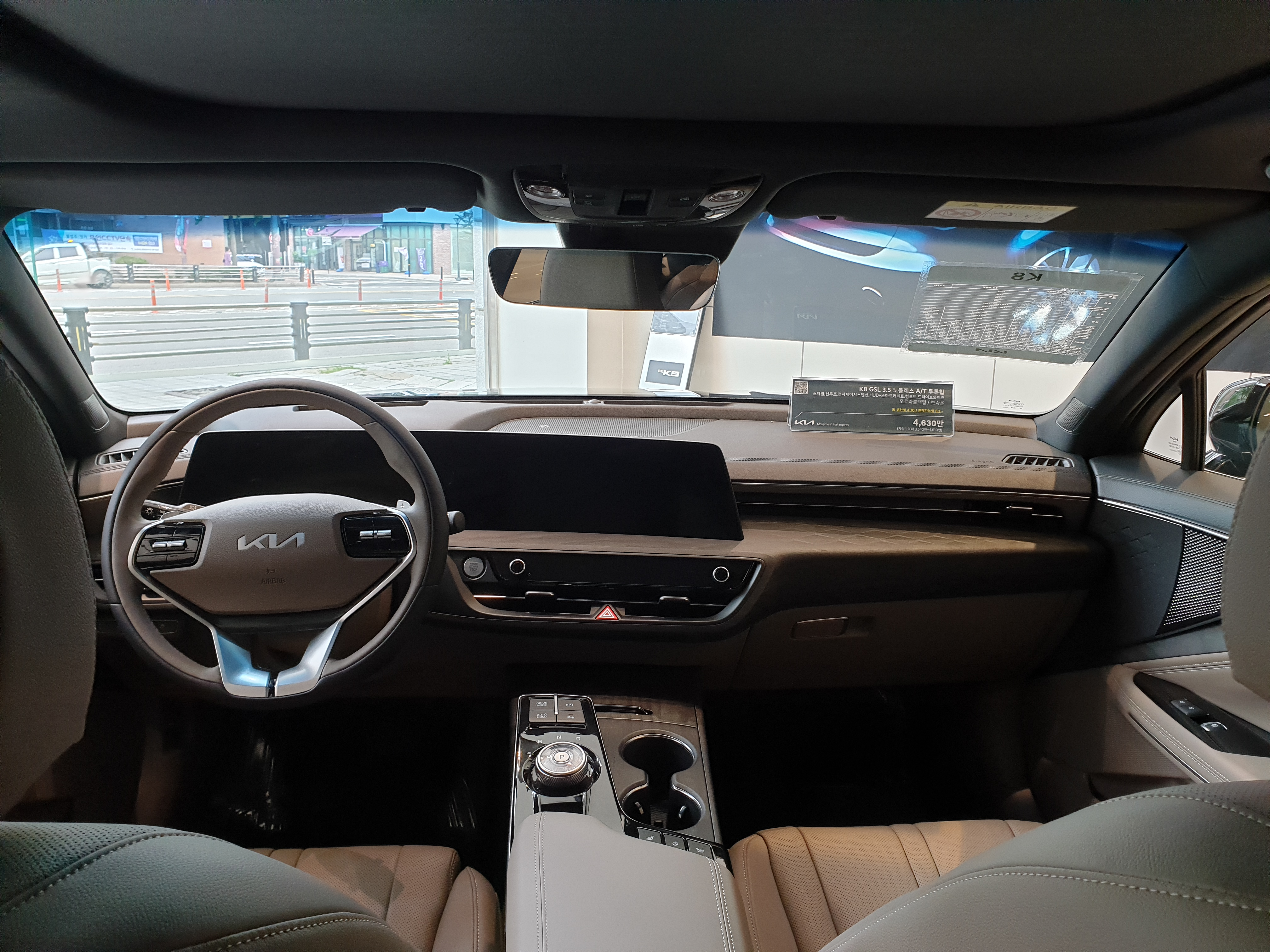

Kia K8 була вперше виставлена на продаж 8 квітня 2021 року з онлайн-запуском. Зображення K8 були оприлюднені 17 лютого 2021 року. Особливості включають розташування центру водія з вигнутим дисплеєм і 12-дюймовим проекційним дисплеєм, оновленою інформаційно-розважальною системою та системами HVAC, освітленням, синхронізованим із навігаційною системою, сидіння водія з ергономічною системою руху та багатофункціональний центральний підлокітник і підголівник.
Він схожий на механічно ідентичний близнюк шостого покоління Hyundai Grandeur/Azera, автомобіль не стане доступним для ринку Північної Америки.
З 4 травня 2021 року виробляється також гібридний автомобіль Kia K8 Hybrid.

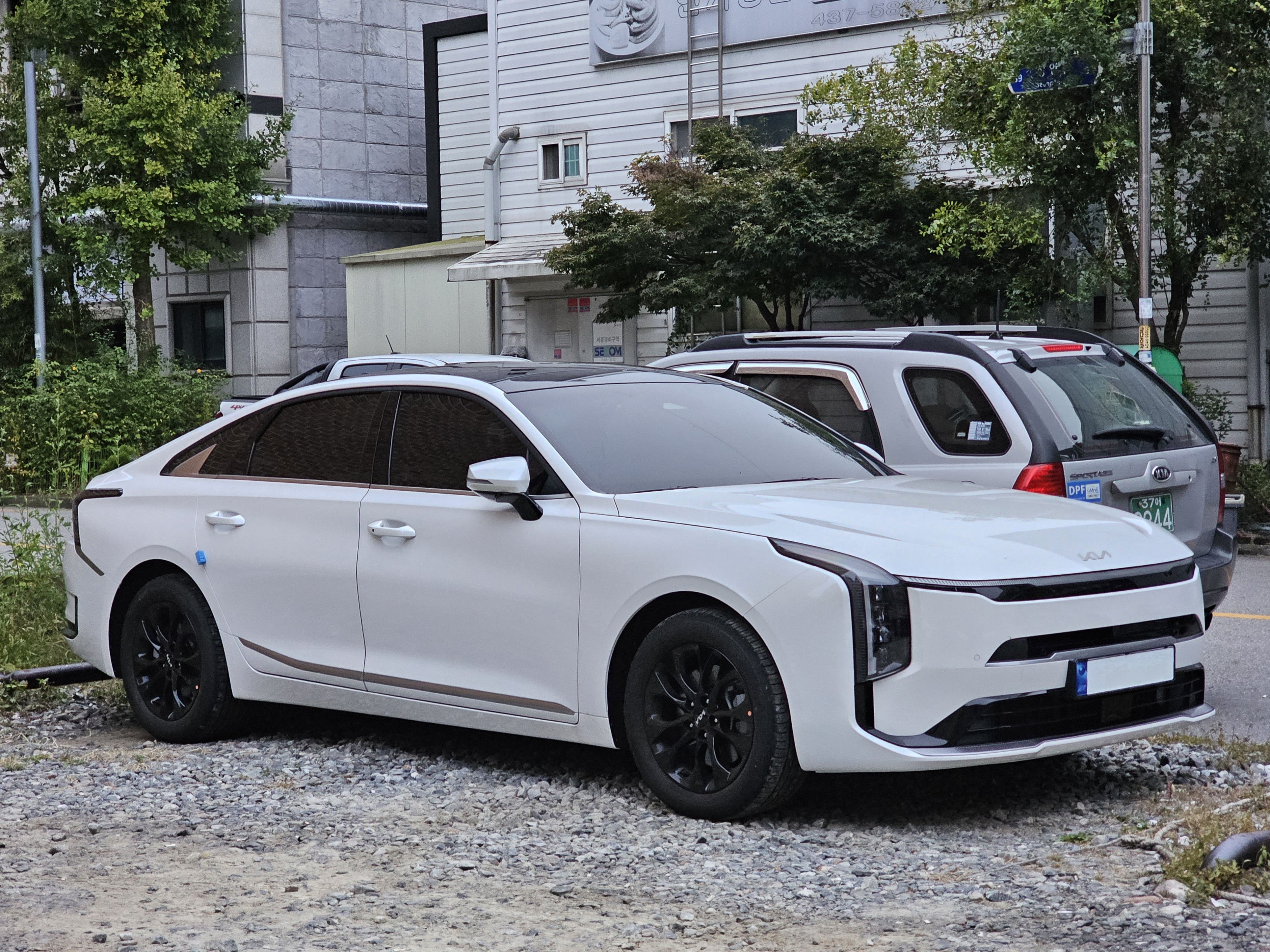
Kia K8 (з 2024)

Оновлений K8 був представлений у Південній Кореї 9 серпня 2024 року.

## Двигуни
Бензинові:
- 2.5 L Smartstream G2.5 GDI I4 198 к.с.
- 3.5 L Smartstream G3.5 GDI V6 300 к.с.

hybrid:
- 1.6 L Smartstream G1.6 T-GDI I4 230 к.с.

Бензинові LPG:
- 3.5 L Smartstream L3.5 LPi V6 240 к.с.